# 加盖
加盖（英語：Overprint）是指在已经印好的邮票、钞票等票证（尤其是邮票）上加上额外的文字或图案，以改变其用途、面值等。

## 加盖原因
一般而言，邮票等票证的加盖原因如下：
- 政权更替：如中华人民共和国成立初期，曾大量将中华邮政邮票加盖“中国人民邮政”字样和人民币面值使用。
- 通货膨胀：如德国魏玛共和国时期以及中华民国大陆时期的最后几年发生恶性通货膨胀，当局不得不将较低面值的邮票加盖更高面值发售。
- 币制变更：如中华民国于20世纪40年代末期废除法币，改用金圆券，原有法币面值的邮票加盖金圆券面值使用。
- 变更用途：这类加盖通常为限定使用范围（如加盖某地字样表示仅限某地使用）或变更票证性质。如英属香港发行的“香港开埠50周年”纪念邮票，就是以普通邮票加盖“1841 Hong Kong JUBILEE 1891”（1841 香港50周年 1891）字样，成为全球首套以普通邮票加盖的纪念邮票。
- 预先盖销：在发售前就已经被盖销，只出售给大宗邮件用户，以简化寄递流程。这种邮票目前只有欧美部分国家提供。

## 部分加盖票证

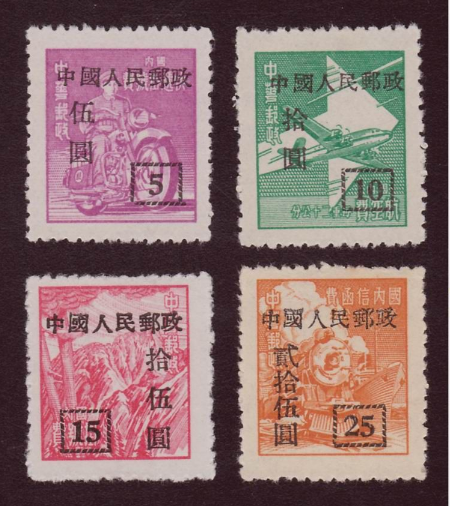
改8“中华邮政单位邮票”（上海大东版），加盖“中国人民邮政”字样和人民币面值。
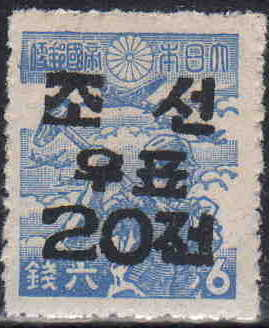
美军占领下朝鲜半岛南部邮票，在日本邮票上加盖了（朝鲜邮票 20钱）字样。
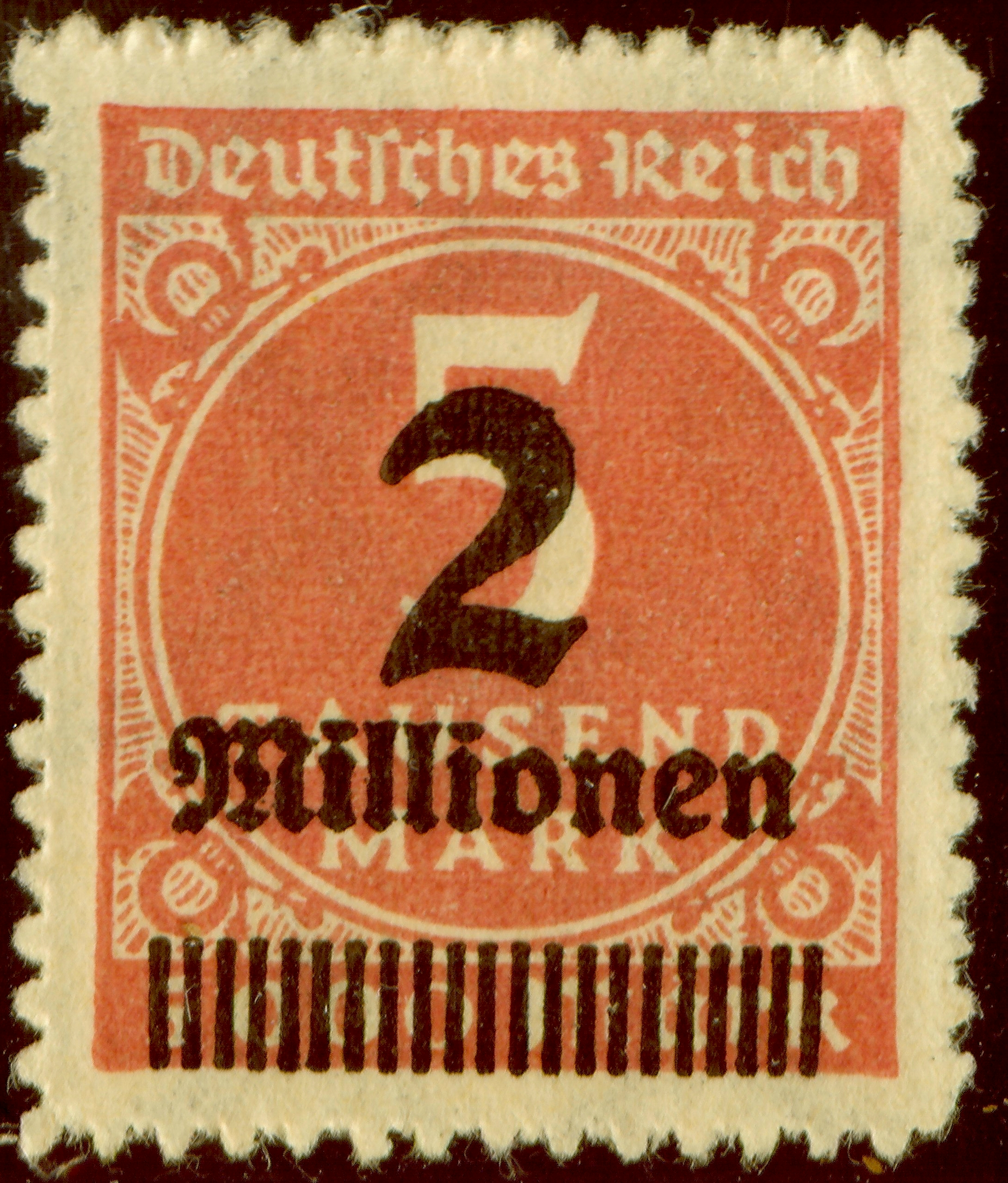
加盖了“2 Millionen”（200万）字样的魏玛共和国面值5000马克邮票。
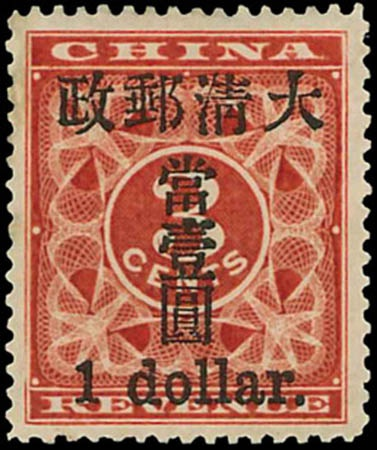
中国清朝红印花加盖暂作邮票，在红色3分海关红印花印纸上加印字样。
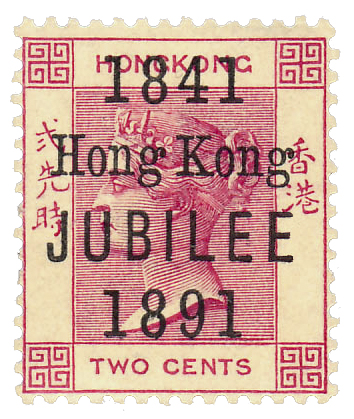
“香港开埠50周年”纪念邮票。
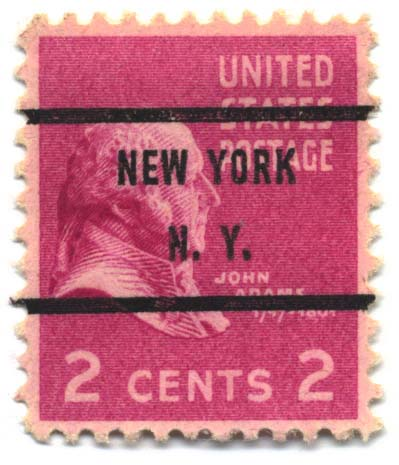
美国于1938年发行的预先盖销邮票。
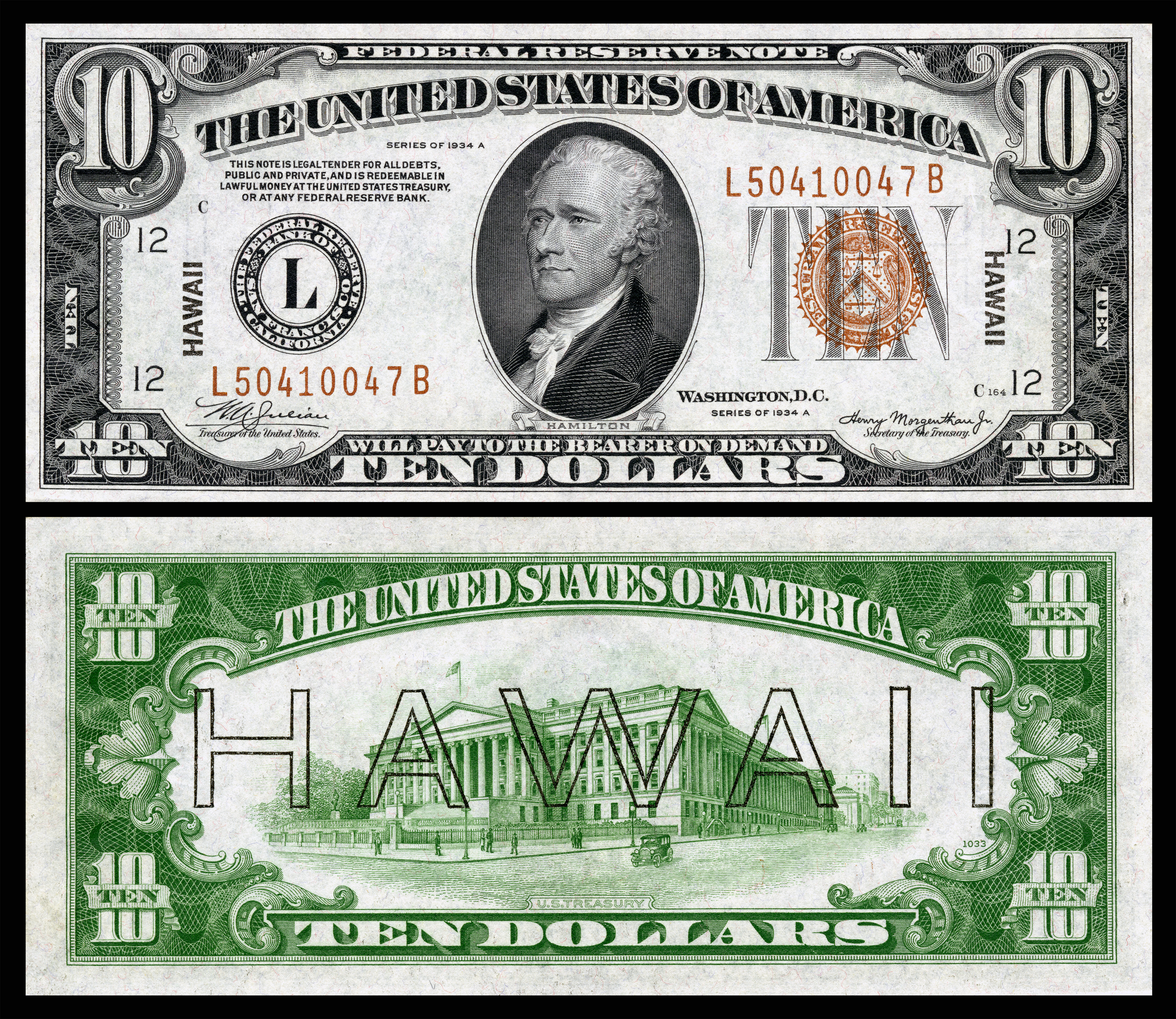
加盖“HAWAII”（夏威夷）字样的10美元纸币。

## 外部連結
- The GB Overprints Society （页面存档备份，存于）, specializing in British overprints
- Alphabetilately （页面存档备份，存于）, essay on postal overprints